# Pain Is So Close to Pleasure
〈Pain Is So Close to Pleasure〉는 1986년 음반 《A Kind of Magic》에 수록된 퀸의 곡이다. 캐나다, 독일, 네덜란드, 미국에서 이 음반은 여섯 번째 싱글로 발매되었다.
그 노래는 브라이언 메이의 리프 아이디어로 시작되었다. 그리고 나서 프레디 머큐리와 존 디콘이 리듬 기타를 연주하면서 그것을 노래로 바꾸었다. 그 싱글은 네덜란드 차트에서 43위에 올랐다. 이 제목은 〈One Year of Love〉에 줄으로도 나타난다. 대부분의 머큐리 노래와 마찬가지로, 그것은 뛰어난 키보드를 가지고 있고, 대부분의 디콘 노래와 마찬가지로, 그것은 두드러진 베이스 라인을 가지고 있다. 이 노래는 또한 머큐리가 가성으로 모든 노래를 부르는 몇 안 되는 노래들 중 하나이다.
싱글에 나오는 버전은 리믹스인데, 이 리믹스는 원래 요소에서 많은 부분을 재배열한다. 12인치 싱글은 음반에 수록된 트랙의 확장 버전보다는 이 리믹스의 확장 버전을 특징으로 한다. 〈Pain Is So Close to Pleasure〉는 라스트 FM에서 58,000명 이상의 히트곡을 냈다.